# Vinzenz Berger
Vinzenz Wilhelm Berger (* 26. April 1883 in Komotau; † Dezember 1974 in Bonn) war ein deutscher Gartenbaufachmann und Pflanzenzüchter.

## Leben
Berger wurde als Sohn des Schneiders Moriz Berger und dessen Frau Augustina Unverdorm geboren. Nach Abschluss seiner Ausbildung an der Lehranstalt für Gartenbau in Köstritz arbeitete er in Teplitz und Schloss Rothenhaus. 1914 wurde Berger Beamter der städtischen Gartenverwaltung in Komotau, 1921 Garteninspektor und Leiter des Gartenamtes sowie 1929 Gartenoberinspektor in Komotau. Die  „Blumenuhr“ ist ein bekanntes Beispiel seines Wirkens. Nach der Flucht aus Komotau 1945 lebte er bis 1950 in Leipzig-Stahmeln und nach erneuter Flucht 1953 wurde er Leiter des Gartenamtes in Bad Harzburg. Nach seiner Pensionierung zog er nach Landau in der Pfalz und Mitte der 1950er Jahre nach Bonn. Berger war verheiratet und hatte zwei Kinder.
Neben seiner Tätigkeit als städtischer Beamter galt sein eigentliches Interesse und seine Liebe aber der Pflanzenzucht: Berühmt wurde er für seine Dahlienzüchtungen, für die er viele nationale und internationale Preise erhielt.  Aber er arbeitete auch mit anderen Blumenpflanzen wie Lilien, Pelargonien, Fuchsien, japanischen Azaleen und Magnolien, züchtete auch einige Rosen. Bis zu seinem Tod war er ununterbrochen auf der Suche nach neuen Schöpfungen.  Seine Dahlie 'Bergers Rekord' und seine Rose 'Dr. Eckener' werden heute noch angeboten.
Von Berger stammt der Ausspruch: „Nur der wird den Hauch der ewigen Schöpfungskraft Gottes wahrnehmen, der in geweihten Stunden das Erblühen von Pflanzen erleben darf, die er als Züchter nach eigenem Willen geschaffen hat.“